# Agrour Amogjar
Agrour Amogjar es un promontorio de 690 m de altura cerca del paso de Amogjar, en la meseta de Adrar en el centro de Mauritania. Sus pequeños refugios naturales albergan una rica colección de pinturas rupestres, la más rica del país. Algunas de las pinturas han resultado dañadas. Algunos de los refugios se encuentran cercados y el acceso es de pago.

## Pinturas rupestres
El conjunto de pinturas rupestres es heterogéneo. Se han registrado ocho grupos estilísticos, que van desde el período "pastoral" hasta graffiti más recientes. Los paneles presentan círculos geométricos con diseño de rayos de sol, huellas de manos, fauna naturalista como jirafas, leones y cocodrilos, así como manadas de ganado y escenas colectivas humanas. El conjunto más importante es un friso de bailarines.

## Galería

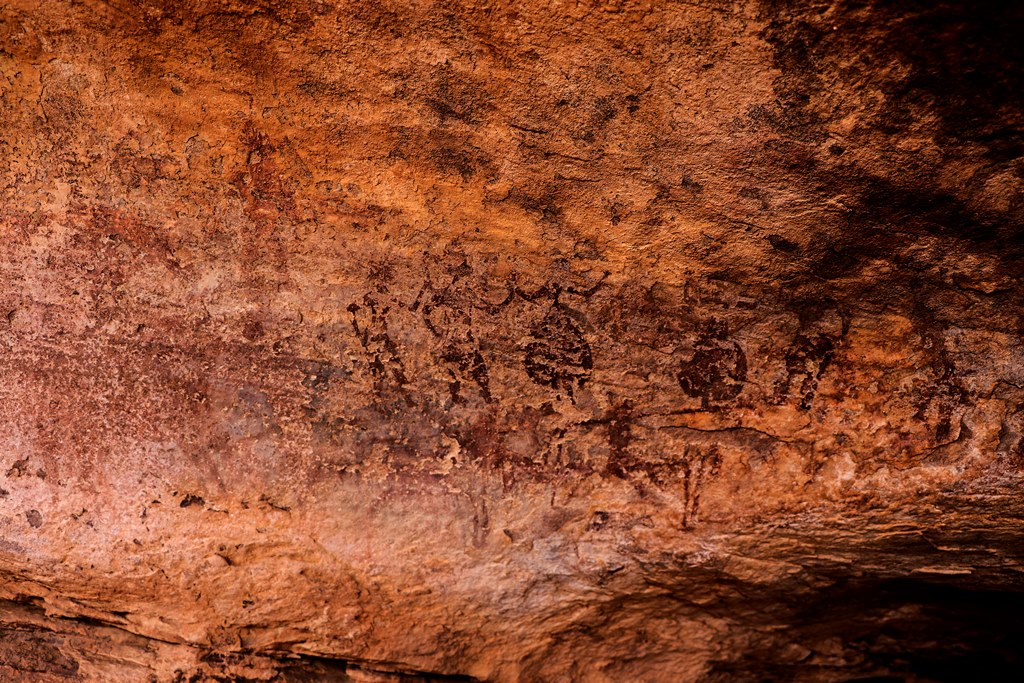
Friso de bailarires
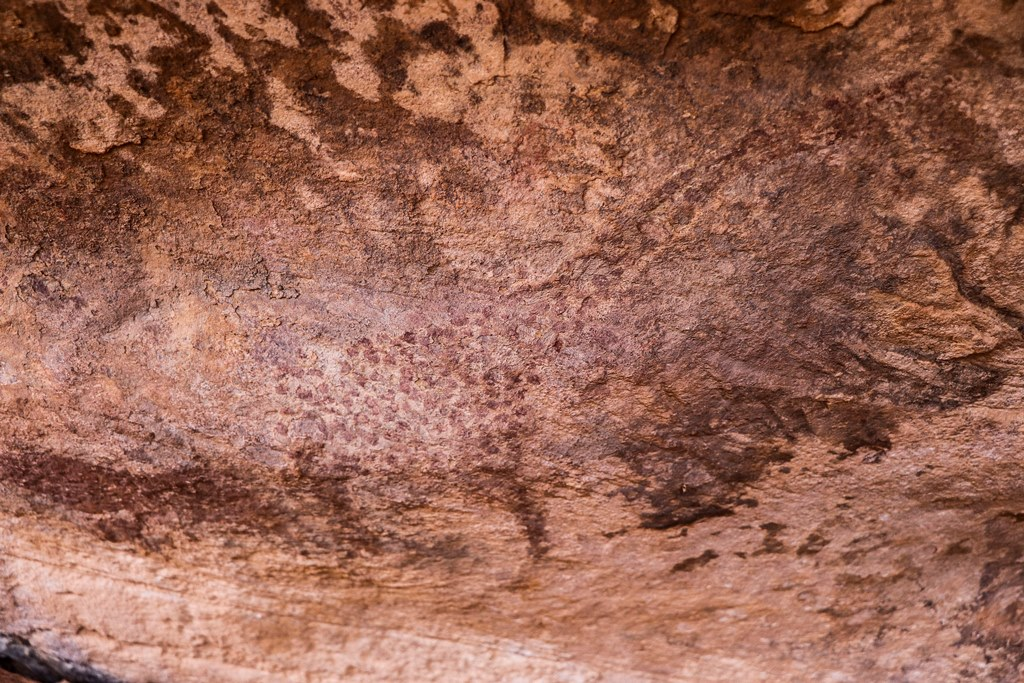
Jirafa
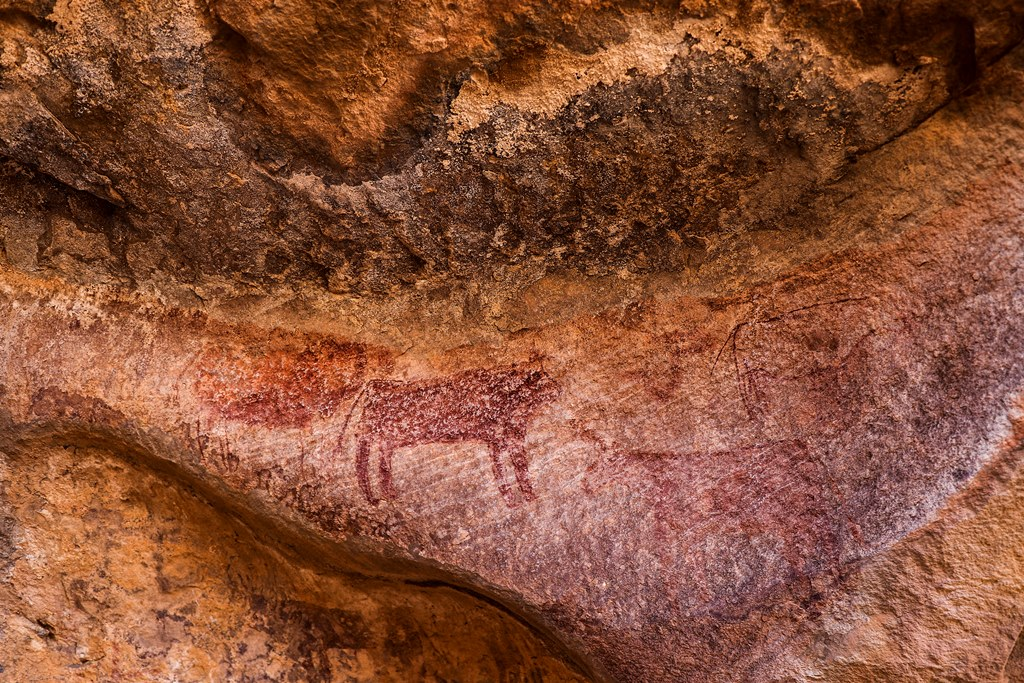
Ganado
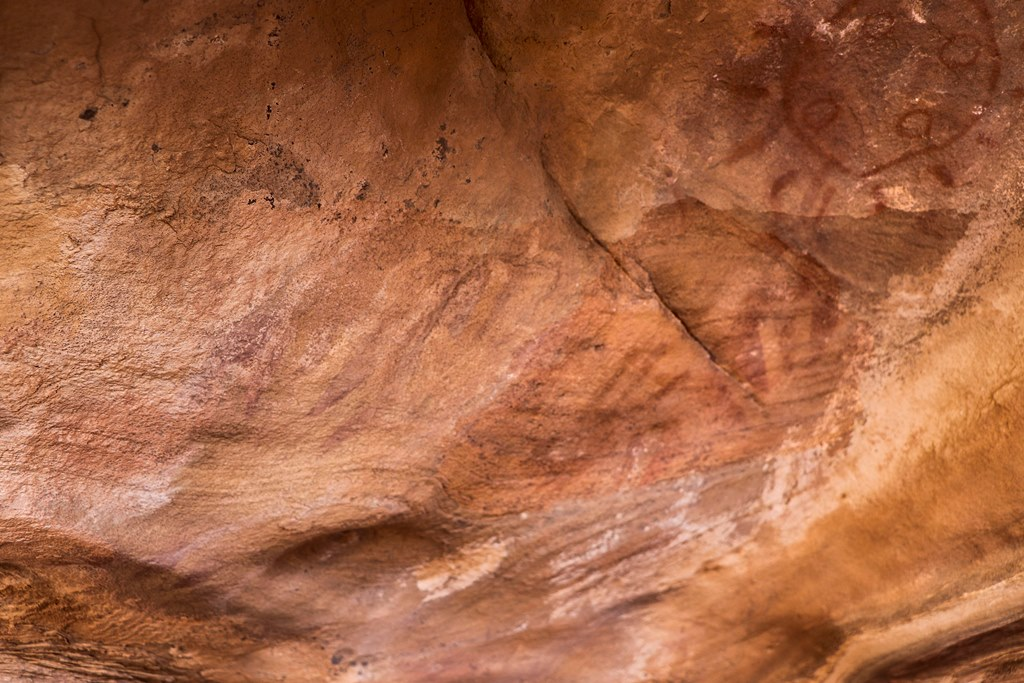
Círculo geométrico en rojo, con rayos y huellas de manos
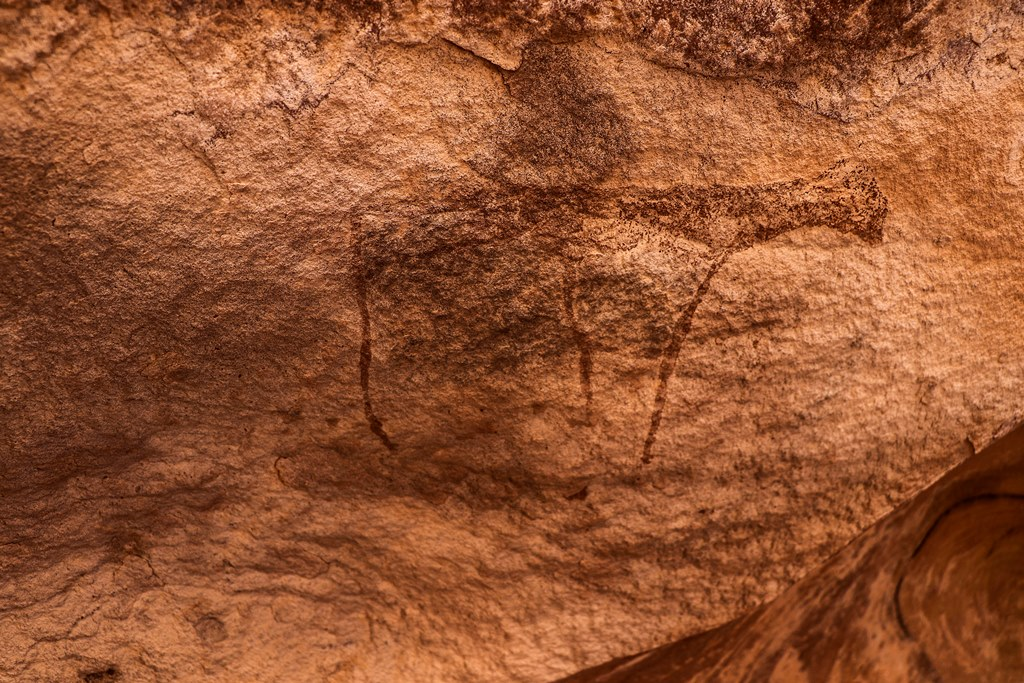
Dibujo esquemático de bovino